# Cedarosaurus
Cedarosaurus là một chi khủng long, được Tidwell Carpenter & Brooks mô tả khoa học năm 1999.